# Angelo Vlahek
Angelo Vlahek (ur. 26 lutego 1963) – australijski judoka.
Uczestnik mistrzostw świata w 1991. Zdobył trzy medale mistrzostw Oceanii w latach 1988 - 1992. Mistrz Australii w 1991.